# Silvia Panguana
Silvia Panguana (Maputo, 16 febbraio 1993) è un'ex ostacolista mozambicana.

## Palmarès
| Anno | Manifestazione            | Sede        | Evento         | Risultato | Prestazione | Note |
| ---- | ------------------------- | ----------- | -------------- | --------- | ----------- | ---- |
| 2010 | Giochi olimpici giovanili | Singapore   | 100 m hs       | Batteria  | 14"77       |      |
| 2011 | Giochi panafricani        | Maputo      | 100 m hs       | 9ª        | 14"54       |      |
| 2012 | Giochi olimpici           | Londra      | 100 m hs       | Batteria  | 14"68       |      |
| 2014 | Giochi del Commonwealth   | Glasgow     | 100 m hs       | Batteria  | 14"98       |      |
| 2014 | Giochi della Lusofonia    | Goa         | 100 m hs       | Bronzo    | 14"76       |      |
| 2014 | Giochi della Lusofonia    | Goa         | Salto in lungo | 5ª        | 5,30 m      |      |
| 2015 | Giochi panafricani        | Brazzaville | 100 m hs       | Batteria  | 14"58       |      |